# Biblioteca Pepys
Biblioteca Pepys del Magdalene College, Cambridge , es la biblioteca personal recopilada por Samuel Pepys que legó a la universidad después de su muerte en 1703.

## Historia
Samuel Pepys fue un bibliófilo de toda la vida, alimentó cuidadosamente su gran colección de libros, manuscritos y grabados. A su muerte, había más de 3000 volúmenes, incluido el diario, todos cuidadosamente catalogados e indexados; forman una de las bibliotecas privadas más importantes que se conservan del siglo XVII .
Pepys hizo provisiones detalladas en su testamento para la preservación de su colección de libros, y cuando su sobrino y heredero, John Jackson, murió en 1723, fue transferido intacto a Magdalena. El legado incluía todas las estanterías originales y sus elaboradas instrucciones de que la colocación de los libros "... se revisará estrictamente y, cuando se lo requiera, se ajustará mejor". Según los términos del legado, no se puede vender ninguno de los libros y no se pueden agregar otros a la biblioteca.
La biblioteca está ubicada en una habitación en el primer piso del edificio Pepys en el segundo patio de la universidad. Contiene 3.000 libros conservados en las librerías de Pepys para ellos (quizás aquellos que su revista atribuye a Sympson the Joiner ) y organizados por tamaño tal como los había catalogado.

## La colección
Los elementos más importantes de la biblioteca son los seis manuscritos encuadernados originales del diario de Pepys, pero hay otros fondos notables, que incluyen: 
- Registros navales compilados por Pepys cuando era secretario del Almirantazgo, incluidos dos de los " Anthony Rolls ", que ilustran los barcos de la Royal Navy alrededor de 1546, incluido el Mary Rose
- La propia copia de Pepys de Philosophiæ Naturalis Principia Mathematica de Isaac Newton .
- Incunables de William Caxton , Wynkyn de Worde y Richard Pynson
- Sesenta manuscritos medievales
- El manuscrito Pepys : un libro de coro inglés de finales del siglo XV
- Almanaque personal de Sir Francis Drake